# Hinje, Sevnica
Hinje so naselje v Občini Sevnica. Naselje je bilo ustanovljeno januarja 1998 z odlokom Občine Sevnica z dne 23. decembra 1997 iz dela ozemlja naselja Koludrje. Leta 2015 je imelo 47 prebivalcev.